# Festival de la Cançó d'Eurovisió Júnior 2014

Països participants.
Països participants en el passat però no el 2014.

El Festival de la Cançó d'Eurovisió Junior 2014 se celebrà el dia 15 de novembre de 2014 a l'illa de Malta després que Gaia Cauchi guanyés la passada edició del festival celebrada a Kíev, Ucraïna el 30 de novembre amb la cançó "The start" (el començament). És el primer cop que el país acull el festival, però cal destacar que enguany no s'ha escollit una ciutat com a seu que aculli l'esdeveniment sinó que tota l'illa de Malta serà la seu. Per a l'edició de 2014 s'esperen novetats, sobretot retorns com ara Grècia. Com cada any l'edició consta d'un logotip i eslògan propis, enguany el logotip conté diferents formes geomètriques que permeten la combinació i la creació de moltes formes, formada per vuit colors diferents representen la riquesa de Malta. L'eslògan escollit és "#together" (junts).

## Països participants
El primer país a confirmar ha estat Ucraïna, que va ser l'amfitrió de l'edició passada. Més tard i fins avui dia han confirmat un total de nou països més: Ucraïna, Belarús, Rússia, Geòrgia, Suècia, Països Baixos, Malta (país amfitrió), Armènia, Xipre, Sèrbia, Bulgària que aquests tres últims retornen al festival des de les seves últimes aparicións l'anys 2009, 2010 i 2011,respectivament, Itàlia i Montenegro que faran el seu debut.
| N° | País          | Artista                 | Cançó                    | Traducció al català        | Posició | Punts |
| -- | ------------- | ----------------------- | ------------------------ | -------------------------- | ------- | ----- |
| 12 | Armènia       | Betty                   | People of the Sun        | Gent del Sol               | 3       | 146   |
| 1  | Belarús       | Nadezhda Misyakova      | Sokal                    | Falcó                      | 7       | 71    |
| 2  | Bulgària      | Krisia, Hasan & Ibrahim | Planet of the Children   | Planeta dels Nens          | 2       | 147   |
| 4  | Croàcia       | Josie                   | Game Over                | Joc acabat                 | 16      | 13    |
| 9  | Eslovènia     | Ula Ložar               | Nisi Sam                 | La teva llum               | 12      | 29    |
| 6  | Geòrgia       | Lizi Pop                | Happy Day                | Dia Feliç                  | 11      | 54    |
| 11 | Itàlia        | Vincenzo Cantiello      | Tu Primo Grande Amore    | El teu primer gran amor    | 1       | 159   |
| 15 | Malta         | Federica Falzon         | Diamonds                 | Diamants                   | 4       | 116   |
| 10 | Montenegro    | Maša & Lejla            | Budi dijete na jedan dan | Sigues una nena per un dia | 14      | 24    |
| 16 | Països Baixos | Julia                   | Around                   | Al voltant                 | 8       | 70    |
| 13 | Rússia        | Alisa Kozhikina         | Dreamer                  | Somiadora                  | 5       | 96    |
| 3  | San Marino    | The Peppermints         | Breaking My Heart        | Trencant el meu cor        | 15      | 21    |
| 14 | Sèrbia        | Emilija Djonin          | Svet U Mojim Očima       | El món als meus ulls       | 10      | 61    |
| 7  | Suècia        | Julia Kedhammar         | Du är inte ensam         | No estàs sola              | 13      | 28    |
| 8  | Ucraïna       | Sympho-Nick             | Spring will come         | La primavera arribarà      | 6       | 74    |
| 5  | Xipre         | Sophia Patsalides       | I pio omorfi mera        | El dia més bonic           | 9       | 69    |

## Possibles retorns
- Espanya: Yago Fandiño, responsable de programes infantils de TVE, va explicar el 7 de setembre de 2013 al programa RTVE Responde que TVE i la UER estan en contacte per fer realitat un possible retorn d'Espanya al festival. Va explicar que la UER havia estat replantejant el format del Festival de la Cançó d'Eurovisió Júnior de cara a 2013 i que, si veien que aquestes iniciatives el transformaven en un format més d'acord amb el públic infantil, probablement tornarien a participar-hi. No obstant això, no es va produir el retorn fins a 2019.[2]